# Crassula natans
Crassula natans (лат.) — вид растений рода Толстянка (Crassula) семейства Толстянковые (Crassulaceae), естественно произрастающий на территории Южно-Африканской Республики (Капская провинция, Фри-Стейт, Квазулу-Натал) и Лесото.

## Название
Родовое латинское название Crassula происходит от латинского слова crassus, — «толстый», в основном из-за присутствия у растений этого рода сочных листьев.
Видовой латинский эпитет natans переводится как — «плавающий».

## Ботаническое описание
Однолетние или реже многолетние растения, гидрофиты, имеют ветви длиной от 20 до 250 мм. Они могут расти прямостоячими, полегающими или плавающими в воде. Листья обычно обратнояйцевидные или обратноланцетные, иногда узкоэллиптические или продолговатые, размерами от 3 до 12 мм в длину и от 1 до 4 мм в ширину. Они сплющены в дорзивентральном направлении, мясистые, но редко выпуклые снизу, и часто имеют зелёный цвет.
Цветки располагаются в пазухах листовидных прицветников, на цветоножках длиной от 6 до 15 мм и чаще всего по одному, иногда до трёх. Венчик имеет неглубокую чашевидную форму, с основанием едва сросшимся, окрашенным в белый цвет с розовым оттенком. Длина лепестков составляет от 1 до 2 мм, они изогнуты от середины и затем загнуты; доли венчика обратнояйцевидные или лопатчатые, длиной от 1,5 до 2,0 мм.
Время цветения приходится на период с мая по ноябрь в районах с зимними осадками и с октября по январь в районах с летними осадками.

## Распространение и экология
Вид был интродуцирован в Австралии (Южная Австралия, Тасмания, Виктория, Западная Австралия) и на Азорских островах.

## Таксономия
Crassula natans Thunb., первое упоминание в Prodr. Pl. Cap.: 54 (1794).

### Разновидности
Подтвержденные подвиды в соответствии с данными сайта Plants of the World Online на 2024 год:
- Crassula natans var. minus (Eckl. & Zeyh.) G.D.Rowley
- Crassula natans var. natans